# Porphyrinia deleta
Porphyrinia deleta är en fjärilsart som beskrevs av Otto Staudinger 1901. Porphyrinia deleta ingår i släktet Porphyrinia och familjen nattflyn. Inga underarter finns listade i Catalogue of Life.